# Mysterium (igra)
Mysterium je kooperativna društvena igra za do 7 igrača koja ih vodi u 1920. godinu u dom gospodina MacDowela, astrologa, koji je u svom novom domu primetio natprirodno biće zbog čega on okuplja eminentne medijume da održe nesvakidašnju seansu i pokušaju da reše misteriju.

## Opis i pravila
Jedan igrač igra ulogu duha, dok ostali igrači predstavljaju medijume i istražuju i rešavaju zagonetke kako bi otkrili šta se dogodilo u dvorcu.
Pre 30 godina, sluga je ubijen u vili svog poslodavca tokom zabave. Grupa medijuma organizuje seansu kako bi rešila misteriju. Krajnji cilj duha je da ukaže ko ga je ubio, gde i kojim oružjem. Niz ilustrovanih karata postavljen je za svaku od tri faze: jednu za osumnjičene, jednu za lokacije i jednu za oružje za ubistva. Jedna osoba igra kao duh i ovaj igrač ne sme direktno komunicirati sa drugim igračima koji igraju medijume, ali ostali mogu međusobno sarađivati. Duh tajno bira osumnjičenog, lokaciju i oružje za ubistvo za svaki medij koji će pogoditi. U svakoj rundi duh deli jednu ili više ilustrovanih karata svakom igraču, što je njegovo jedino sredstvo komunikacije sa igračima. Medijumi napreduju kroz faze tako što pogađaju svog osumnjičenog, lokaciju i oružje za ubistvo. Igrači mogu da pokažu da li veruju da su pogađanja tačna ili ne kroz žetone. Ako su svi igrači prošli treću fazu do sedmog kruga, duh daje konačan trag o tome koji igrač ima pravi identitet ubice duha. U zavisnosti od toga koliko su brzo igrači napredovali kroz etape i koliko su ispravnih žetona postavili, mogu videti jednu, dve ili tri karte od duha. Igrači mogu ponovo sarađivati u tumačenju karata, ali njihovo konačno glasanje mora biti tajno. Ako većina tačno pogodi, igrači pobeđuju i duh je oslobođen da uživa u zagrobnom životu.

## Spoljašnje veze
Ars Technica